# Casa Minerbi-Del Sale

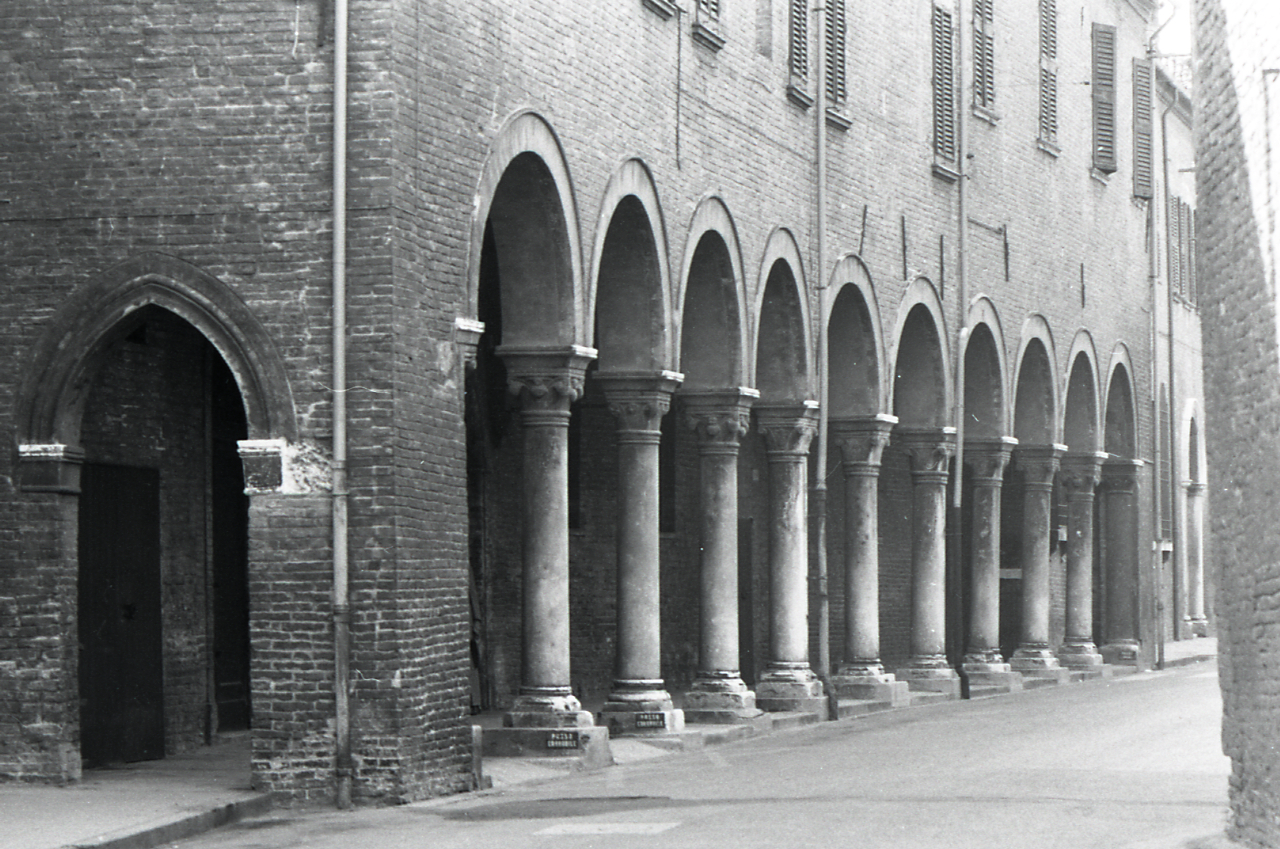
Casa Minerbi-Del Sale auf einem Foto von Paolo Monti (1974)

Das Casa Minerbi-Del Sale oder Casa Minerbi-Dal Sale ist ein Palast in Ferrara in der italienischen Region Emilia-Romagna. Er liegt in der Via Giuoco del Pallone 15–17. Zu Zeit ist er wegen Restaurierungsarbeiten und COVID-19 geschlossen.
In seinem Inneren sind zwei Räume mit Freskendekorationen aus dem 14. Jahrhundert von Stefano da Ferrara erhalten: Der Salon mit den Allegorien der Virtu e dei Vizi (dt.: Tugend und Laster) mit dem Giudizio particolare (dt.: Besonderes Urteil) in der Mitte und der Wappensaal, in dem die Mesi (dt.:  Monate) zwischen anderen Darstellung abgebildet sind, die vermutlich aus der Astrologie sind.
Der mittelalterliche Baukörper des Casa Minerbi-Del Sale ist in einen Komplex von Gebäuden eingefügt, die miteinander verbunden sind und zum Teil als Sitz des Centro di Studi Bassaniani und anderer städtischer Büros dienen.

## Geschichte

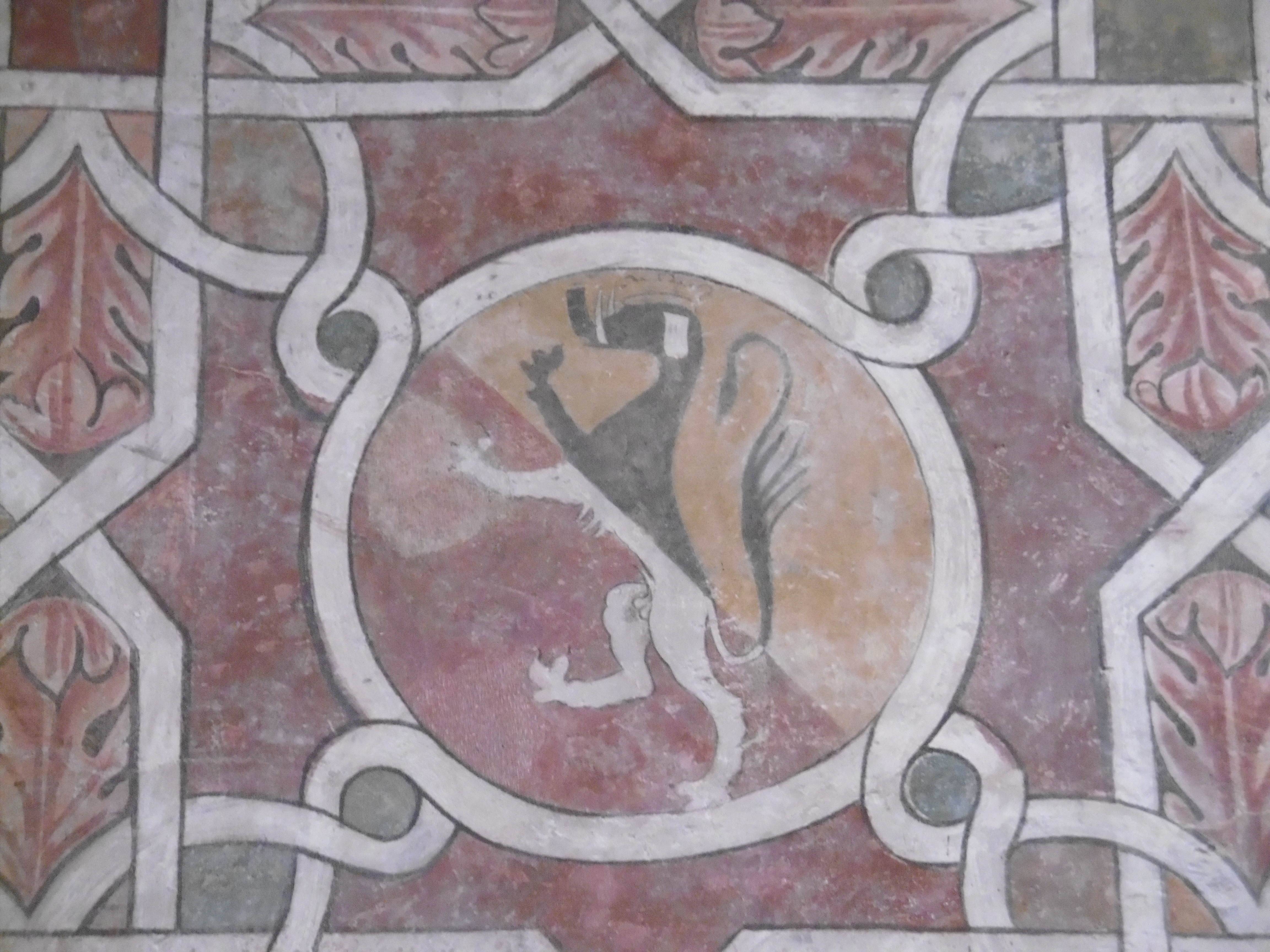
Familienwappen der Dal Sale

Das Gebäude wurde um die Mitte des 14. Jahrhunderts im Auftrag der Familie Dal Sale errichtet.
Die Verbindung des Gebäudes mit dieser Familie wurde dank der Erkennung ihres heraldischen Zeichens, einem springenden Löwen mit Elefantenkopf, aufgedeckt. Dieses Zeichen ist in die Kapitelle der Loggia gehauen und erscheint auch in den Fresken auf den Clipeen des Wappensaals. Man weiß nicht, welcher Angehöriger dieser Familie dieses Herrenhaus erbauen ließ, auch wenn einige Archivquellen zwischen 1355 und 1359 die Anwesenheit von Tilbertus a Sale, aktiv als Notar und ansässig im Viertel Santa Marie de Bucho, bezeugen. Diese alte Kirche in Ferrara existiert nicht mehr, lag aber in der Nähe des Anwesens der Familie Del Sale. Derselbe Notar aus Ferrara war 1354 in Venedig in der Nähe der Cancelleria inferiore des Dogenpalastes aktiv. Seit den ersten Untersuchungen in der zweiten Hälfte des 20. Jahrhunderts erhielt das Haus als Benennung die Namen der ersten und der letzten Besitzer, die dort gewohnt haben: Minerbi und Del Sale.
Bis zum 19. Jahrhundert sind die Dokumente und historischen Notizen, die man aus Archiven und Untersuchungen während der Restaurierung erlangte, unzureichend zur Definition der unterschiedlichen Eigentumsübergänge des Casa Minerbi-Del Sale, die sich über die Jahrhunderte ereignet haben.
1995 haben die Stadt Ferrara und die italienische Liegenschaftsverwaltung von den Minerbi-Erben die gesamte Immobilie erworben.

## Beschreibung
Das Gebäude hat einen Grundriss in Form eines unregelmäßigen Vierecks und besteht aus zwei Stockwerken, die vermutlich einst durch eine Holztreppe miteinander verbunden waren.
Im Erdgeschoss ist in der Fassade eine Vorhalle mit drei Bögen integriert, in der in den Kapitellen der Säulen das heraldische Symbol der Familie Del Sale eingemeißelt ist. Ebenfalls im Erdgeschoss wurde in einem der beiden großen Räume mit Holzdecke in einer halb verschlossenen Nische ein Fresko gefunden, auf dem der Heilige Christophorus abgebildet ist.
Im Obergeschoss liegt über der Vorhalle der Salon der Allegorien der Virtu e dei Vizi (dt.: Tugenden und Laster); er war ursprünglich eine Loggia. Aus diesem Salon gelangt man durch einen Bogen, der kürzlich wieder geöffnet wurde, in zwei Räume: Auf der linken Seite findet sich der Wappensaal, während auf der rechten Seite ein weiterer Saal liegt. In diesem sind die Dekorationen an den Wänden vollständig verschwunden und es blieb nur ein mit Fresken verziertes Tympanon mit Spiegeln aus nachgemachtem Marmor übrig.
Das Casa Minerbi-Del Sale, ist nicht nur wegen seiner Fresken, sondern auch als architektonisches Zeugnis von besonderer Bedeutung. Tatsächlich sind die Beispiele von Privathäusern aus dem 14. Jahrhundert in der Stadt Ferrara und allgemein in Norditalien ziemlich selten und wurden oft solchen Umbauen unterzogen, dass sie schwierig als solche zu erkennen sind.

### Salon der Allegorien „Virtù e dei Vizi“

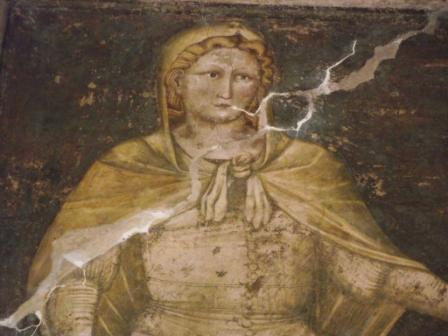
Allegoria della Fortezza (dt.: Allegorie der Stärke), Detail im Salon der Allegorien „Virtu e dei Vizi“

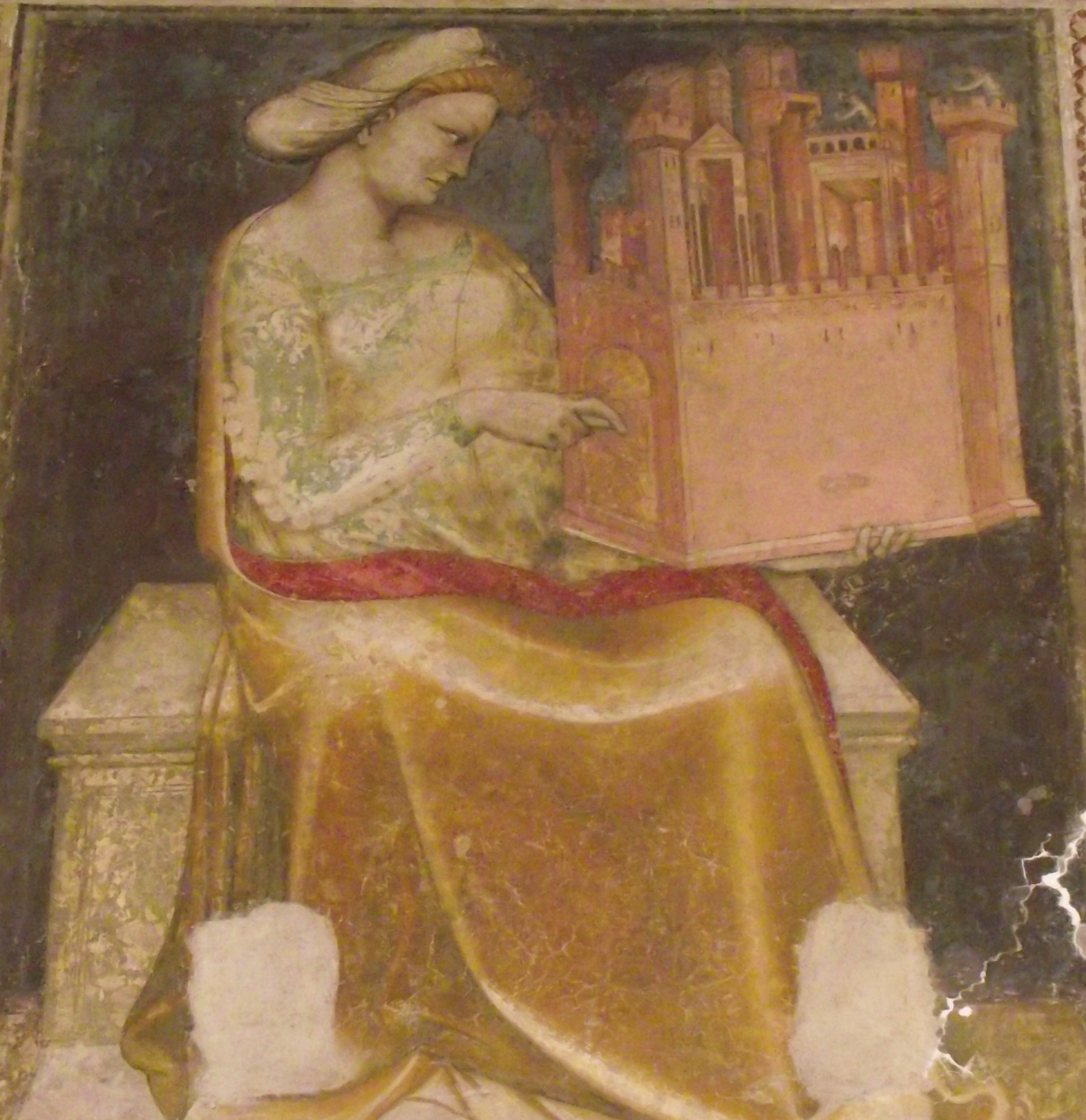
Allegoria della Temperanza (dt.: Allegorie der Mäßigung) im Salon der Allegorien „Virtu e dei Vizi“

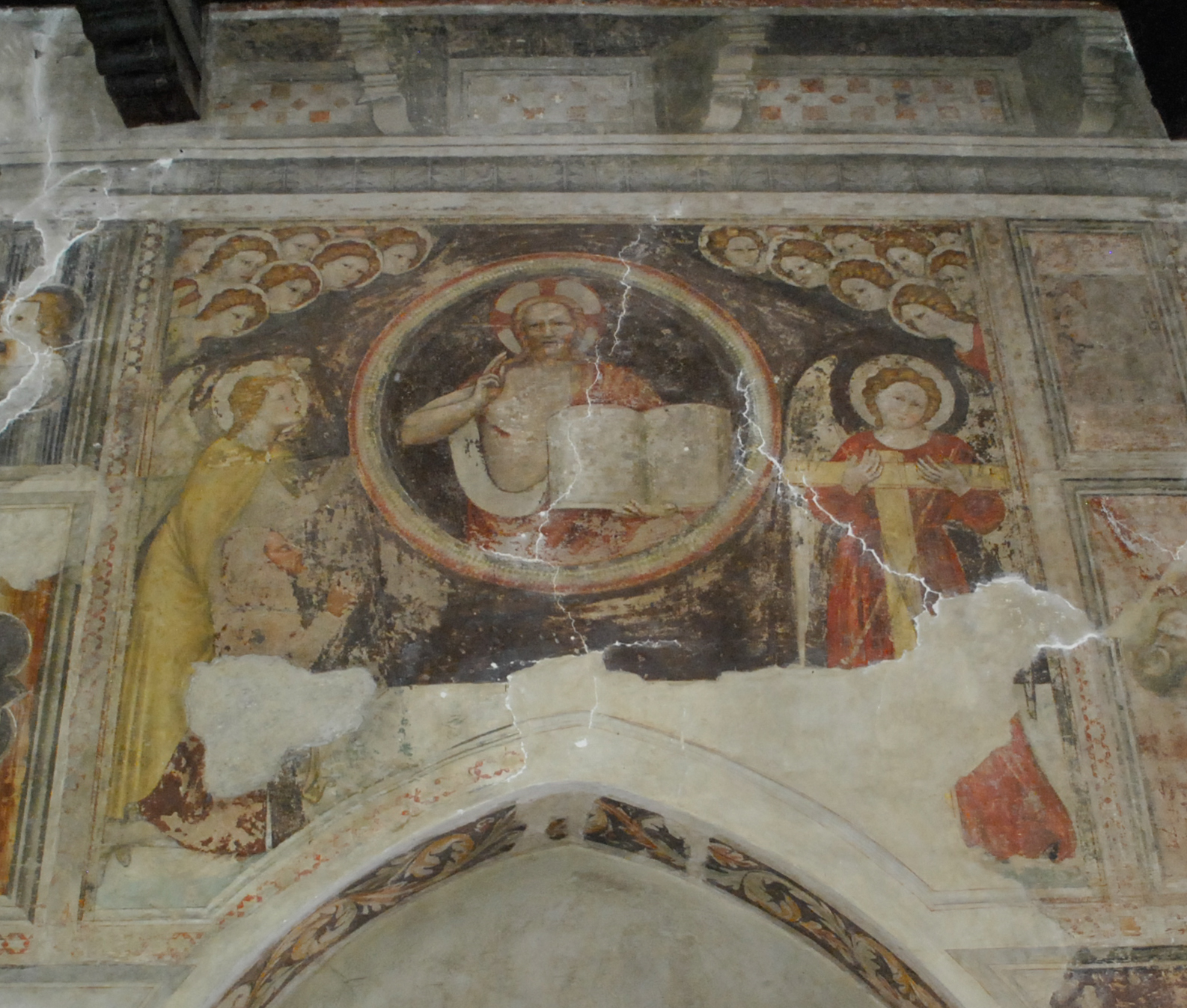
Giudizio Particolare (dt.: Besonderes Urteil) im Salon der Allegorien „Virtu e dei Vizi“

Aus ikonografischer Sicht konzentrieren sich die Fresken des Salons der Allegorien „Virtu e dei Vizi“ hauptsächlich auf das Abhängigkeitsverhältnis zwischen dem Zyklus von Ferrara und dem, der Anfang des 14. Jahrhunderts von Giotto di Bondone in der Basis der Cappella degli Scrovegni in Padua geschaffen wurde.
Aus den engen Vergleichen zwischen den verschiedenen Allegorien ergeben sich klare und explizite Zitate des Florentiner Meisters, die bereits in den wenigen Studien, die über den Salon verfasst wurden, hervorgehoben sind. Es handelt sich um eine Abhängigkeit, die niemals unterwürfig ist und der es nicht an autonomen Entscheidungen mangelt, die sich durch die unterschiedlichen Stilepochen erklären (mindestens 50 Jahre trennen die beiden Zyklen) und durch die ikonografischen Bezüge aus verschiedenen Bereichen. Insbesondere die Abbildung der Allegorie der Mäßigung, die in der Version in Ferrara im Profil mit der linken Hand, die ein kleines Modell der Stadt mit Mauern und Türmen stützt, wogegen die rechte Hand einen Schlüssel in die Zugangstüre dazu einführt, abgebildet ist, ist ein Zitat der Bologneser Modelle.
Fundamental für die ikonografische Untersuchung war die Identifizierung durch Di Boskovits des in der Mitte des Salons abgebildeten Themas: Ein „Einzelurteil“ oder „Besonderes Urteil“. Dieses Thema hatte im Laufe des Mittelalters eine begrenzte Verbreitung und war Quelle einer internen Debatte der Kirche wegen der Position, die Papst Johannes XXII. vertrat.
Noch zu untersuchen bleibt die Ikonografie der Köpfe, die in die gemischtlinigen Vierpässe gegenüber den Allegorien eingesetzt sind.

### Der Wappensaal

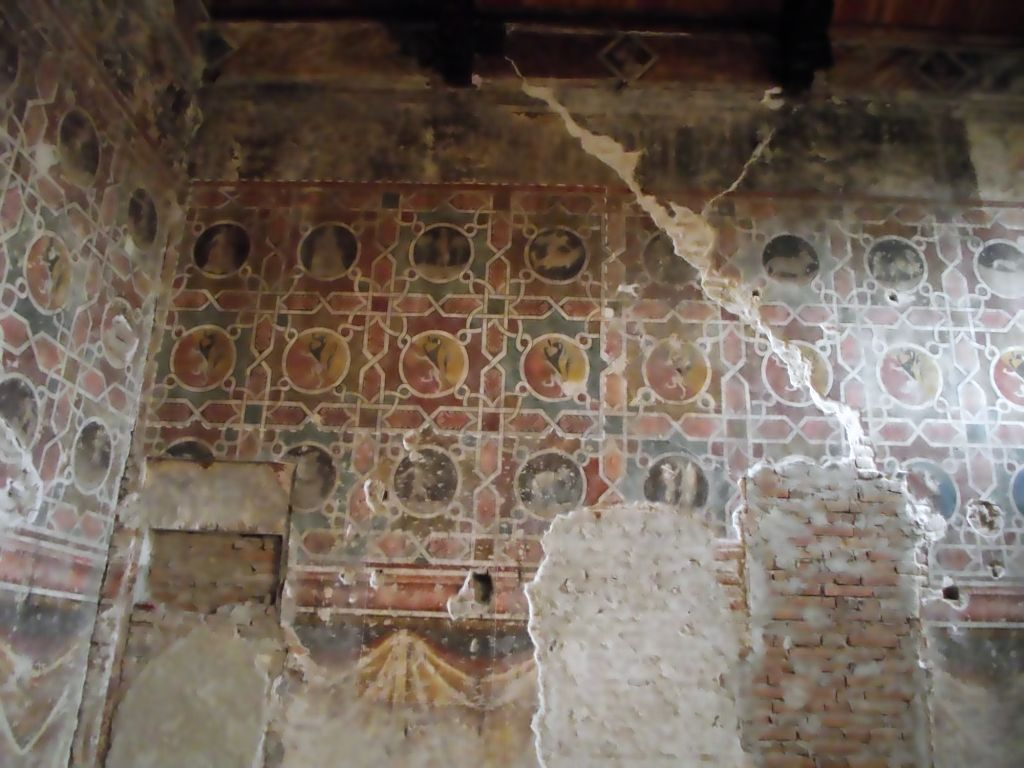
Wappensaal (Süd- und Westwand)

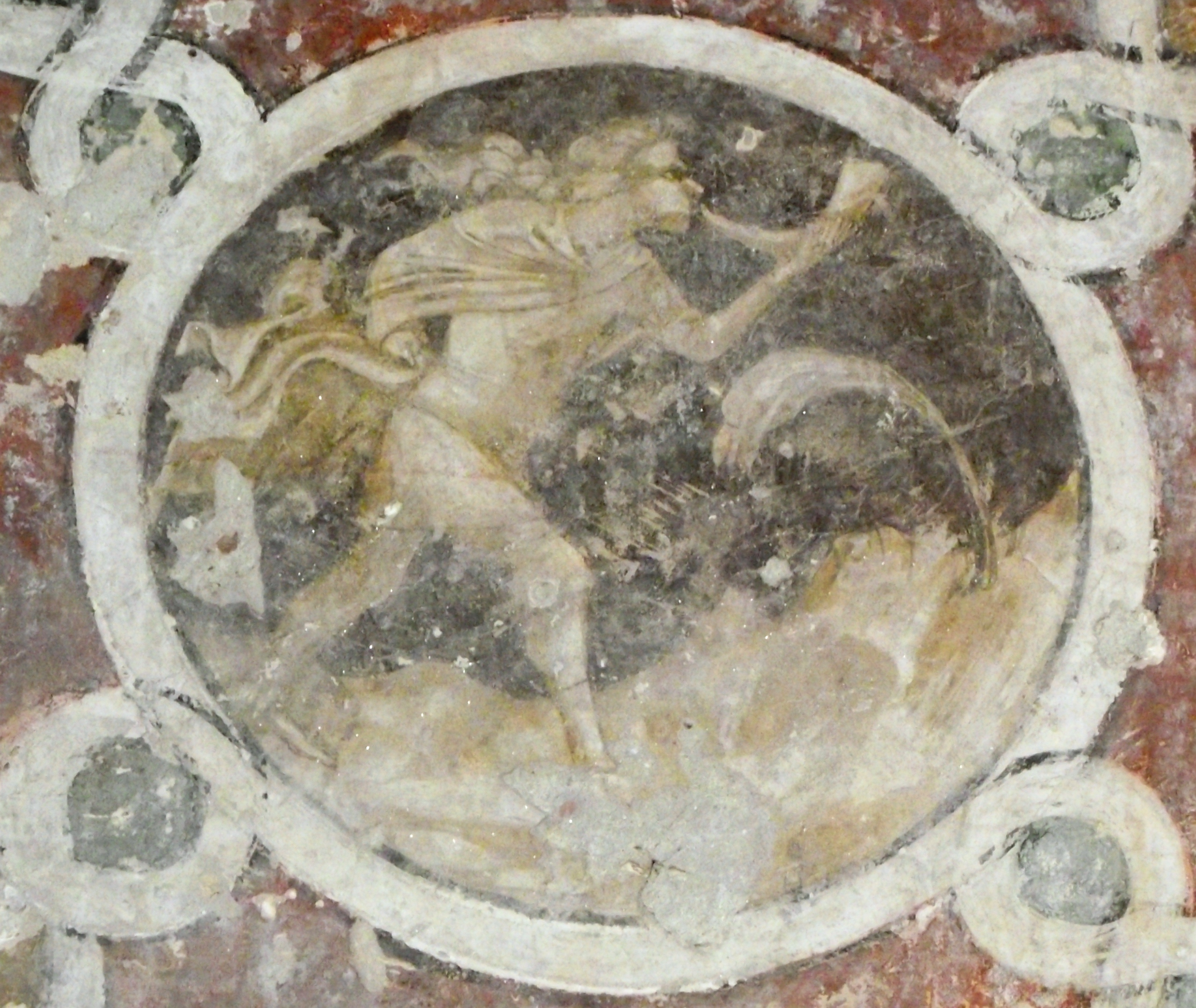
Mese di Marzo (dt.: Monat März), Wappensaal

Über die Jahrhunderte wurde der Wappensaal etlichen Umbauten unterzogen, insbesondere, was die Tür- und Fensteröffnungen angeht. So wurden weite Teile der mit Fresken von Stefano da Ferrara versehenen Wände unwiederbringlich zerstört. Das Giebeldach des Saals zeigt freiliegendes Fachwerk und an der Nord- und der Südwand gibt es mit Fresken bemalte Tympana. An ersterer sind nachgemachte Marmordekorationen zu sehen, an letzterer eine Kampf- oder Spielszene zwischen zwei Personen mit den jeweiligen Hunden daneben. Heute ist es schwierig, Lage und Größe ursprünglichen Eingänge zu erkennen, auch wenn es wahrscheinlich erscheint, dass sie auf eine Höhe begrenzt waren, die den Zyklus der Fresken nicht unterbrach. Auf der Nordwand gab es einen offenen Kamin, flankiert von zwei Rundbogenfenstern, die aus der Zeit des Baus im 14. Jahrhundert stammen, wogegen die anderen beiden Fenster, die an der Ostwand liegen, wohl in späterer Zeit geschaffen, oder zumindest vergrößert, wurden. Sie schließen eine Reihe von Männer- und Frauenköpfen ein, die vorwiegend im Profil abgebildet sind.
Die bildlichen Verzierungen bedecken die gesamte Oberfläche der Wände. Im oberen Teil finden sich rechteckige Spiegel aus nachgemachtem Marmor, in deren Inneren sich 30 rhomboide Medaillons befinden, umgeben von weißen Rahmen, die von unten nach oben perspektivisch verkürzt sind. Im unteren Teil ist der ganze Saal mit einem falschen, gelben Schleier umwickelt, dessen roter Rand an bestimmten Punkten aufgehängt ist, um tiefe und breite Falten zu bilden. Der Mittelteil einer jeden der vier Wände besteht aus einem geometrischen Verwebungsgitter, das jeweils in drei Register unterteilt werden kann. Das obere und das untere Register enthalten eine Theorie von CLIPEI in schwarz-weiß gemalt, mit Ausnahme von zwei farbigen an der Westwand, die Büsten im Profil zeigen. Das mittlere Register zeigt in Reihe das heraldische Zeichen der Familie Del Sale. Der Farbeffekt der Wände ist von großer visueller Wirkung und man kann den Geschmack an der Verwendung von Farbe in diesem Raum nicht übersehen.
Weitere gemalte „Bildwirkereien“ mit ähnlichem geometrischem Muster, aber weniger fein ausgearbeitet, finden sich in Ferrara im Palazzo Marchionale und können bis mindestens in die Mitte des 14. Jahrhunderts zurückverfolgt werden. Das dem Casa Minerbi-Del Sale nächste Zeugnis dieser Art von „Bildwirkerei“ in profanem Umfeld scheint die im Vorzimmer der Cimieris im Erdgeschoss des Palastes der Familie Da Carrara in Padua zu sein. Die Analogie der beiden Dekorationen kann die Handschrift derselben Werkstatt in Ferrara und Padua bezeugen. Dies scheint möglich aufgrund des dokumentierten Vorhandenseins der Quellen von Stefano da Ferrara in der Basilika des Heiligen Antonius in der Kapelle mit der Arche des Heiligen Antonius und in der Madonna del Pilastro.